# Listă a câștigătorilor premiilor muzicale Silver Clef
- Această pagină este  o listă a câștigătorilor premiilor muzicale Silver Clef, care sunt acordate în Regatul Unit al Marii Britanii și al Irlandei de Nord începând cu anul 1976.

## Listă de câștigători
O completă listă de câștigători ai acestui premiu se poate consulta pe web site-ul oficial al organizației Nordoff-Robbins, care le acordă. 

### Silver Clef Award
- 2015 Iron Maiden
- 2014 Jimmy Page
- 2013 The Clash
- 2012 Kylie Minogue (Cel de-al 25 Premiul Silver Clef -- Honorary 25th Anniversary Award)
- 2011 Annie Lennox
- 2010 Muse
- 2009 Take That
- 2008 Oasis
- 2007 Paul Weller
- 2006 Ozzy Osbourne & Sharon Osbourne
- 2004 Morrissey
- 2003 Coldplay
- 2002 Dido
- 2001 Tom Jones
- 2000 Eurythmics
- 1999 M People
- 1998 Jamiroquai
- 1997 Elvis Costello
- 1996 Wet Wet Wet
- 1995 Take That
- 1994 Sting
- 1993 Eric Clapton
- 1992 Def Leppard
- 1991 Rod Stewart
- 1990 Robert Plant
- 1989 George Michael
- 1988 Paul McCartney
- 1987 David Bowie
- 1986 Phil Collins
- 1985 Dire Straights
- 1984 Queen
- 1983 Eric Clapton
- 1982 The Rolling Stones
- 1981 Status Quo
- 1980 Pink Floyd
- 1979 Elton John
- 1978 Cliff Richard & The Shadows
- 1977 Genesis
- 1976 The Who

### Lifetime Achievement Award
- 2015 Duran Duran
- 2014 Sir Tom Jones
- 2013 Barry Gibb
- 2012 Andrew Lloyd Webber
- 2011 Status Quo
- 2010 Tony Bennett
- 2007 Clive Robbins (fondator al formației Nordoff Robbins)
- 2006 The Eagles
- 2005 U2

### Best Newcomer Award
- 2015 James Bay
- 2014 Laura Mvula
- 2013 Jessie Ware
- 2012 Conor Maynard
- 2011 Tinie Tempah
- 2010 JLS
- 2009 La Roux
- 2008 Amy McDonald
- 2007 Paolo Nutini
- 2006 The Editors
- 2005 McFly (pop)
- 2005 Razorlight (rock)
- 2004 Jamie Cullum
- 2003 Ms Dynamite
- 2002 Blue
- 2001 Craig David
- 2000 Five
- 1999 Another Level
- 1998 Robbie Williams
- 1997 Kula Shaker
- 1996 Supergrass
- 1995 Eternal
- 1994 Dina Carroll
- 1993 Take That
- 1992 Right Said Fred
- 1991 James
- 1990 Lisa Stansfield
- 1989 Fairground Attraction
- 1988 Wet Wet Wet
- 1987 Pet Shop Boys
- 1986 Curiosity Killed The Cat

### International Award
- 2015 Gladys Knight
- 2014 Pharrell Williams
- 2013 Vampire Weekend
- 2012 Michael Bublé
- 2011 Swedish House Mafia
- 2010 Kelis
- 2009 Brian Wilson
- 2008 Meatloaf
- 2007 John Legend
- 2006 Foo Fighters
- 2005 Bob Geldof
- 2004 George Benson
- 2003 Bon Jovi
- 2002 Natalie Imbruglia
- 2001 Kylie Minogue
- 2000 Ronan Keating
- 1999 The Corrs
- 1998 Chris de Burgh
- 1997 Vanessa Mae
- 1996 AC DC
- 1995 Bryan Adams
- 1994 Jimmy Page & Robert Plant
- 1993 U2
- 1992 INXS

### Classical Award
- 2015 Il Divo
- 2014 Gareth Malone
- 2013 Alison Balsom
- 2012 Laura Wright
- 2011 Alfie Boe
- 2010 Russell Watson
- 2009 Faryl Smith
- 2008 Nicola Benedetti
- 2007 Andrea Bocelli
- 2005 Katherine Jenkins

### Icon/Accolade Award
- 2015 Primal Scream
- 2014 Chas & Dave
- 2013 Alison Moyet
- 2012 Fatboy Slim
- 2011 Liza Minneli
- 2010 Dame Vera Lynn
- 2009 Madness
- 2008 Squeeze
- 2007 Rod Stewart
- 1999 Madness
- 1998 Sir Cliff Richard

### Ambassadors of Rock Award
- 2014 Black Sabbath
- 2013 Ray Davies
- 2012 Manic Street Preachers
- 2011 Arcade Fire
- 2010 Slash
- 2009 Queen
- 2008 Bryan Adams
- 2007 Bryan Ferry

### Best British Act/Band Award
- 2014 Paloma Faith
- 2013 Coldplay
- 2012 Jessie J
- 2011 Biffy Clyro
- 2010 Scouting For Girls
- 2009 Stereophonics
- 2008 The Fratellis
- 2007 Snow Patrol
- 2006 Kaiser Chiefs

### Best British Female Award
- 2015 Rita Ora

### Best British Male Award
- 2015 Jake Bugg

### Best Group
- 2015 Kasabian

### Innovation/Digital Award
- 2015 Mark Ronson
- 2014 Giorgio Moroder
- 2013 Labrinth
- 2012 Emeli Sandé
- 2011 McFly
- 2010 Dizzee Rascal
- 2009 N-Dubz
- 2008 Estelle
- 2005 McFly (pop)
- 2005 Razorlight (rock)
- 2004 Jamie Cullum
- 2003 Ms Dynamite
- 2002 Blue
- 2001 Craig David
- 2000 Five
- 1999 Another Level
- 1998 Robbie Williams
- 1997 Kula Shaker
- 1996 Supergrass
- 1995 Eternal
- 1994 Dina Carroll
- 1993 Take That
- 1992 Right Said Fred
- 1991 James
- 1990 Lisa Stansfield
- 1989 Fairground Attraction
- 1988 Wet Wet Wet
- 1987 Pet Shop Boys
- 1986 Curiosity Killed The Cat

### Best Live Act (votat de public)
- 2015 Arctic Monkeys
- 2014 Justin Timberlake
- 2013 One Direction
- 2012 McFly
- 2011 Sir Paul McCartney

### Special Achievement Award
- 2006 Gary Farrow
- 2005 The Who
- 2004 Iron Maiden
- 2003 Ray Davies